# 5888 Ruders
Az 5888 Ruders (ideiglenes jelöléssel (5888) 1978 VU7) a Naprendszer kisbolygóövében található aszteroida. Eleanor F. Helin és Schelte J. Bus fedezte fel 1978. november 7-én.